# ESCP Business School

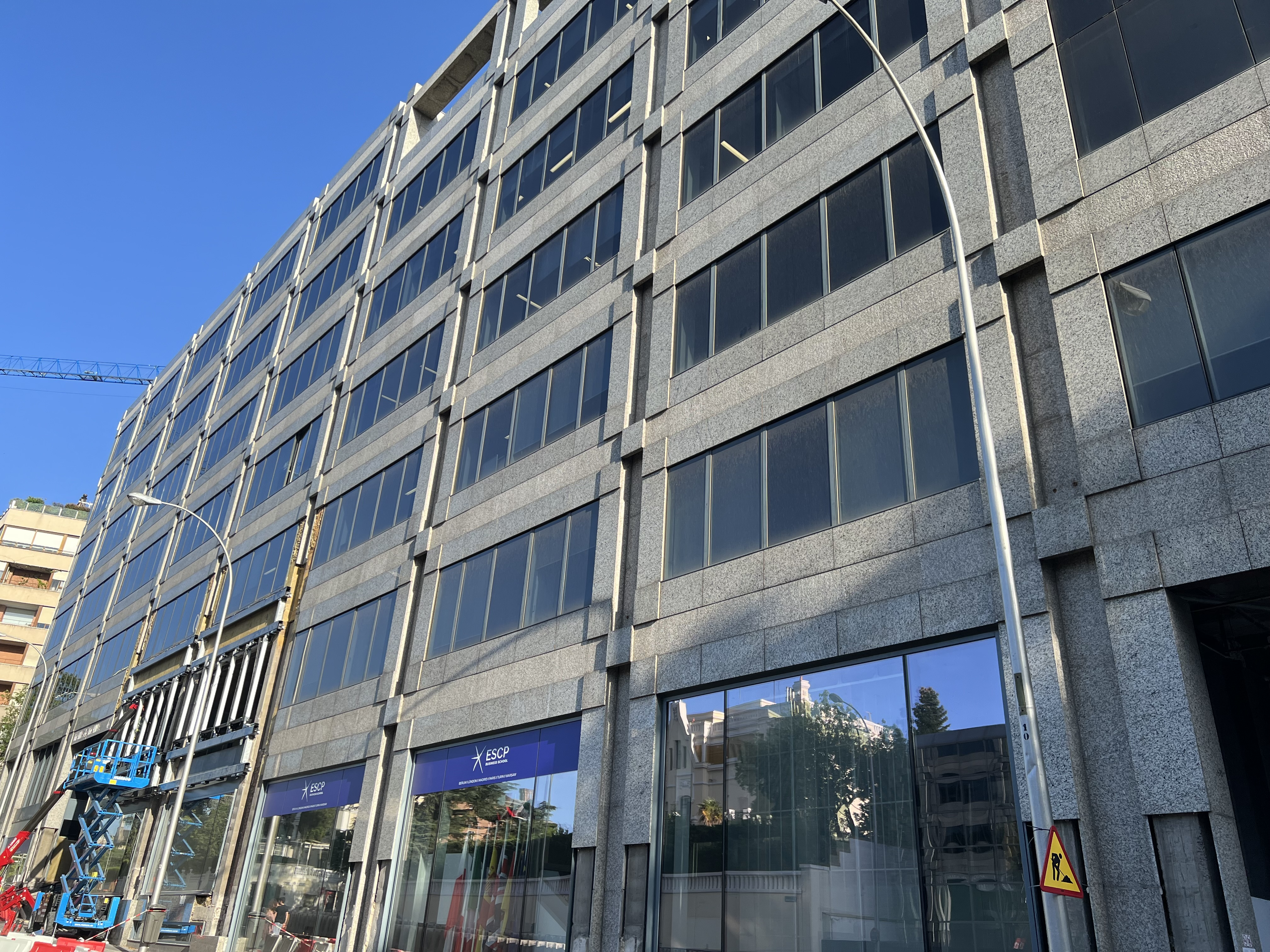
Campus ESCP Business School Madrid

ESCP és una escola de negocis europea amb seus a París, Londres, Berlín, Madrid i Torí. Fundada l'any 1819, és l'escola de negocis més antiga del món.
ESCP es situa entre les escoles de negocis més ben valorades del món: el 2012 va ocupar la desena posició a la llista de les millors escoles de negocis europees publicada pel Financial Times. L'any 2010, el mateix diari va escollir el seu programa de Master in Management com el millor del món, i el 2013 com el segon millor. A més a més, el seu Executive MBA figura a la 21a posició a escala mundial.
Els programes de l'escola compten amb una triple acreditació, a càrrec dels organismes AMBA, EQUIS i AACSB.

## Història
L'1 de desembre de 1819, un grup de professors d'economia i homes de negocis, encapçalats per l'economista Jean-Baptiste Say i l'empresari Vital Roux, van decidir fundar ESCP.
ESCP s'emmirallava en la famosa École Polytechnique, tot i que amb un perfil molt més modest, ja que no comptava amb el suport de l'estat. Des dels seus orígens, ESCP Europe ha tingut una vocació clarament internacional: dels 118 estudiants de la promoció de 1824, aproximadament un 30% eren estrangers, de països com ara Espanya, Brasil, Països Baixos, Alemanya, Portugal o Estats Units.
La seu londinenca es va instal·lar a l'antic edifici del New College, un centre de la Universitat de Londres i facultat de teologia de l'Església Reformada Unida. L'any 2011, ESCP va ser un dels membres fundadors de HESAM, un clúster de prestigioses institucions de recerca i educació superior en els camps de les humanitats i les ciències socials estructurat al voltant de la Universitat de la Sorbona.